# Nati nel 1810
| Questa pagina contiene informazioni ricavate automaticamente dalle voci biografiche con l'ausilio del template Bio e di un bot. L'aggiornamento è periodico e automatico e ricostruisce completamente la pagina. Se manca una persona in questa lista, sei pregato di non aggiungerla, ma accertati piuttosto che la sua voce biografica contenga il template Bio e che i dati anagrafici siano correttamente compilati. Se il template Bio manca, inseriscilo tu stesso o, in alternativa, metti l'avviso {{tmp\|Bio}} che ne segnala la mancanza. Se i dati riportati sono sbagliati, correggi direttamente la voce biografica; le modifiche saranno visibili in questa lista entro pochi giorni. Per chiarimenti vedi il progetto biografie. La lista contiene solo le 383 persone che sono citate nell'enciclopedia e per le quali è stato implementato correttamente il template Bio. Pagina aggiornata al 10 ago 2025. |

## Gennaio(29)
- 1º gennaio - Constant Cornelis Huijsmans, pittore olandese († 1886)
- 1º gennaio - Eugène-André Oudiné, scultore e medaglista francese († 1877)
- 2 gennaio - James Hudson, diplomatico britannico († 1885)
- 3 gennaio - Antoine Thomson d'Abbadie, esploratore, geografo e numismatico francese († 1897)
- 4 gennaio - Jules Noël, pittore francese († 1881)
- 6 gennaio - Pierre Bataillon, missionario e vescovo cattolico francese († 1877)
- 6 gennaio - Gustavo Ponza di San Martino, politico italiano († 1876)
- 10 gennaio - Jeremiah S. Black, politico, avvocato e statistico statunitense († 1883)
- 10 gennaio - Raffaele Busacca dei Gallidoro, politico italiano († 1893)
- 11 gennaio - Johann Ludwig Krapf, missionario tedesco († 1881)
- 11 gennaio - Paolo Silvani, politico e avvocato italiano († 1884)
- 12 gennaio - Ferdinando II delle Due Sicilie, re († 1859)
- 13 gennaio - Ernestine Rose, attivista polacca († 1892)
- 13 gennaio - Jean-Marie Saisset, militare e politico francese († 1879)
- 20 gennaio - Luigi Filippi, arcivescovo cattolico italiano († 1881)
- 20 gennaio - Arnold Förster, entomologo e insegnante tedesco († 1884)
- 20 gennaio - Georg Otto von Toggenburg, politico austriaco († 1888)
- 21 gennaio - Pierre Louis Charles de Failly, generale francese († 1892)
- 21 gennaio - Rodolfo Varano, politico e funzionario italiano († 1882)
- 22 gennaio - Louis Gautier, politico francese († 1884)
- 23 gennaio - Cesare Paravicini, patriota e politico italiano († 1867)
- 24 gennaio - Gustav Woldemar Focke, biologo, medico e botanico tedesco († 1877)
- 27 gennaio - Evangelista Andreoli, pianista e organista italiano († 1875)
- 27 gennaio - Tomás Gomensoro, politico uruguaiano († 1900)
- 28 gennaio - Karl Wilhelm Pohlke, pittore e matematico tedesco († 1876)
- 29 gennaio - Joseph Anton Clemenz, avvocato, giudice e politico svizzero († 1872)
- 29 gennaio - Ernst Eduard Kummer, matematico tedesco († 1893)
- 29 gennaio - Emily Karlovna Stjernvall, nobildonna svedese († 1846)
- 31 gennaio - Angelo Tamburelli, politico italiano († 1882)

## Febbraio(32)
- 1º febbraio - Giuseppe Grignani, presbitero italiano († 1896)
- 1º febbraio - Charles Lenox Remond, attivista e oratore statunitense († 1873)
- 2 febbraio - Francesco Gallo, vescovo cattolico italiano († 1896)
- 3 febbraio - Andrew Scott Waugh, ufficiale britannico († 1878)
- 4 febbraio - Alexis Soyer, cuoco e scrittore francese († 1858)
- 5 febbraio - Gustavo Bucchia, politico italiano († 1889)
- 5 febbraio - Ole Bull, violinista e compositore norvegese († 1880)
- 6 febbraio - Paul Édouard Damiguet de Vernon, generale francese († 1866)
- 6 febbraio - Jean Louis Armand de Quatrefages de Bréau, zoologo e antropologo francese († 1892)
- 8 febbraio - Norbert Burgmüller, musicista tedesco († 1836)
- 8 febbraio - Franz von Pitha, chirurgo austriaco († 1875)
- 8 febbraio - Eliphas Lévi, esoterista francese († 1875)
- 8 febbraio - Arcangelo Scacchi, mineralogista, geologo e vulcanologo italiano († 1893)
- 9 febbraio - Luigi Torelli, politico italiano († 1887)
- 10 febbraio - Miklós Barabás, pittore ungherese († 1898)
- 13 febbraio - Eugenio Villoresi, ingegnere italiano († 1879)
- 15 febbraio - Carmine Gori-Merosi, cardinale italiano († 1886)
- 15 febbraio - Giovanni Lanza, politico e militare italiano († 1882)
- 16 febbraio - Pietro Francesco Casaretto, abate italiano († 1878)
- 16 febbraio - Francesco Scipione Fapanni, letterato, storico e epigrafista italiano († 1894)
- 17 febbraio - Alfred Guillard, pittore e museologo francese († 1880)
- 19 febbraio - Lauro Rossi, compositore italiano († 1885)
- 20 febbraio - Henri Martin, storico, scrittore e politico francese († 1883)
- 22 febbraio - Grigore Alexandrescu, poeta rumeno († 1885)
- 22 febbraio - Fryderyk Chopin, compositore e pianista polacco († 1849)
- 24 febbraio - Luisa Amalia Paladini, educatrice, scrittrice e poetessa italiana († 1872)
- 25 febbraio - Giovanni Interdonato, politico italiano († 1866)
- 25 febbraio - Raffaele Marchesi, presbitero, insegnante e scrittore italiano († 1871)
- 25 febbraio - Paolina di Württemberg, principessa e duchessa († 1856)
- 26 febbraio - Giovanni Antonio Vanoni, pittore svizzero († 1886)
- 26 febbraio - Giuseppe Zurria, matematico italiano († 1896)
- 28 febbraio - Annibale Ranuzzi, geografo e patriota italiano († 1866)

## Marzo(24)
- 1º marzo - Pietro Torrigiani, politico e magistrato italiano († 1885)
- 2 marzo - Francesco Saverio Cavallari, architetto, incisore e archeologo italiano († 1896)
- 2 marzo - Papa Leone XIII, papa, vescovo cattolico e cardinale italiano († 1903)
- 4 marzo - William Griffith, medico, naturalista e botanico britannico († 1845)
- 5 marzo - Bertha von Marenholtz-Bülow, pedagogista tedesca († 1893)
- 6 marzo - Vincent Cordouan, incisore, litografo e pittore francese († 1893)
- 7 marzo - Clito Carlucci, medico italiano († 1879)
- 9 marzo - Johann Georg Kastner, compositore francese († 1867)
- 10 marzo - Friedrich Wilhelm Arnold, editore musicale e compositore tedesco († 1864)
- 10 marzo - Joseph-Antoine-Charles Couderc, tenore e baritono francese († 1875)
- 10 marzo - John McCloskey, cardinale e arcivescovo cattolico statunitense († 1885)
- 12 marzo - Giovanni Vacca, ammiraglio e politico italiano († 1879)
- 12 marzo - Agathon Wunderlich, giurista tedesco († 1878)
- 13 marzo - Josef Redtenbacher, chimico austriaco († 1870)
- 14 marzo - Benoît-Hermogaste Molin, pittore francese († 1894)
- 15 marzo - Giuseppe Angelo Manni, politico italiano († 1876)
- 17 marzo - Alfonso Barracco, politico e nobile italiano († 1890)
- 17 marzo - Giovanni Miani, esploratore italiano († 1872)
- 19 marzo - Abigail Bush, attivista statunitense († 1898)
- 21 marzo - Diomede Pantaleoni, medico e politico italiano († 1885)
- 23 marzo - Alfred de Dreux, pittore francese († 1860)
- 25 marzo - Maximilian von Gagern, politico, diplomatico e nobile tedesco († 1889)
- 28 marzo - Nathan Kelsey Hall, politico statunitense († 1874)
- 28 marzo - Alexandre Herculano, scrittore e giornalista portoghese († 1877)

## Aprile(20)
- 1º aprile - François Auguste Goze, generale francese († 1893)
- 4 aprile - Désirée Gay, giornalista e attivista francese († 1891)
- 5 aprile - Henry Creswicke Rawlinson, militare, diplomatico e orientalista inglese († 1895)
- 6 aprile - Philip Henry Gosse, naturalista britannico († 1888)
- 8 aprile - Luigi Biagi, pittore italiano († 1882)
- 10 aprile - Eliodoro Spech, tenore e patriota italiano († 1866)
- 11 aprile - Johann Baptist Rudolf Kutschker, cardinale e arcivescovo cattolico austriaco († 1881)
- 12 aprile - Heinrich Franz Gaudenz von Rustige, pittore tedesco († 1900)
- 13 aprile - Félicien David, compositore francese († 1876)
- 14 aprile - Justin Smith Morrill, politico statunitense († 1898)
- 15 aprile - Charles de Montalembert, nobile, politico e giornalista francese († 1870)
- 19 aprile - Jean François Mayor de Montricher, ingegnere svizzero († 1858)
- 22 aprile - Augusto del Liechtenstein, principe austriaco († 1884)
- 22 aprile - Hippolyte de Villemessant, giornalista francese († 1879)
- 23 aprile - Eugène Belgrand, ingegnere francese († 1878)
- 23 aprile - Girolamo Calà Ulloa, generale, patriota e saggista italiano († 1891)
- 24 aprile - Gaetano Bichi, patriota e politico italiano († 1868)
- 27 aprile - Giuseppe Drugman, pittore italiano († 1846)
- 29 aprile - Grigorij Grigor'evič Gagarin, artista e nobile russo († 1893)
- 29 aprile - Thomas Adolphus Trollope, scrittore inglese († 1892)

## Maggio(33)
- 2 maggio - Adolf Holtzmann, filologo e germanista tedesco († 1870)
- 2 maggio - Hans Christian Lumbye, compositore e direttore d'orchestra danese († 1874)
- 2 maggio - Christian Georg Theodor Ruete, oculista tedesco († 1867)
- 3 maggio - Louis Segond, teologo svizzero († 1885)
- 4 maggio - Lorenzo Salvi, tenore italiano († 1879)
- 4 maggio - Alexandre Colonna Walewski, politico francese († 1868)
- 6 maggio - Friedrich August Eckstein, filologo classico tedesco († 1885)
- 7 maggio - John Temple Leader, politico inglese († 1903)
- 8 maggio - Friedrich Franz von Thun e Hohenstein, diplomatico e nobile austriaco († 1881)
- 9 maggio - Marianna di Orange-Nassau, principessa olandese († 1883)
- 10 maggio - Emerico Amari, giurista, politico e giornalista italiano († 1870)
- 10 maggio - Charles-François Knébel, pittore svizzero († 1877)
- 10 maggio - James Shields, politico e generale statunitense († 1879)
- 14 maggio - Francisco de Paula Benavides y Navarrete, cardinale e arcivescovo cattolico spagnolo († 1895)
- 17 maggio - Jacques Guiaud, pittore francese († 1876)
- 18 maggio - Francesco Maria Piave, librettista, traduttore e critico d'arte italiano († 1876)
- 19 maggio - Karl Möring, militare, pubblicista e politico austriaco († 1870)
- 20 maggio - Algernon Percy, VI duca di Northumberland, politico britannico († 1899)
- 20 maggio - Barbara Yelverton, XX baronessa Grey de Ruthyn, nobildonna inglese († 1858)
- 21 maggio - David Carnesecchi, patriota italiano
- 21 maggio - Ignaz von Plener, politico e nobile austriaco († 1908)
- 23 maggio - Margaret Fuller, scrittrice, giornalista e patriota statunitense († 1850)
- 23 maggio - Martin John Spalding, arcivescovo cattolico statunitense († 1872)
- 24 maggio - Fratelli Bandiera, patriota italiano († 1844)
- 25 maggio - Adriano Baldini, pittore, decoratore e ceramista italiano († 1881)
- 25 maggio - Pierre Edmond Boissier, botanico svizzero († 1875)
- 25 maggio - William Henry Channing, presbitero, scrittore e filosofo statunitense († 1884)
- 26 maggio - Antonio Angelini, patriota italiano († 1845)
- 28 maggio - Alexandre Calame, pittore e incisore svizzero († 1864)
- 28 maggio - Juan Vicente González, scrittore, giornalista e politico venezuelano († 1886)
- 30 maggio - Buenaventura Hernández Sanahuja, archeologo e storico spagnolo († 1891)
- 31 maggio - Flavio Chigi, cardinale e arcivescovo cattolico italiano († 1885)
- 31 maggio - Horatio Seymour, politico statunitense († 1886)

## Giugno(20)
- 1º giugno - Bonifacio Chiovitti, archeologo e politico italiano († 1881)
- 3 giugno - Johann Anton Castell, pittore tedesco († 1867)
- 3 giugno - Robert Mallet, ingegnere irlandese († 1881)
- 6 giugno - Antoine-Nicolas Bailly, architetto francese († 1892)
- 6 giugno - Ferdinando Crivelli, architetto italiano († 1855)
- 6 giugno - Friedrich Wilhelm Schneidewin, filologo classico tedesco († 1856)
- 7 giugno - Friedrich Julius Hammer, poeta e scrittore tedesco († 1862)
- 8 giugno - Robert Schumann, compositore, pianista e critico musicale tedesco († 1856)
- 9 giugno - Carl Otto Nicolai, compositore e direttore d'orchestra tedesco († 1849)
- 17 giugno - Ferdinand Freiligrath, poeta tedesco († 1876)
- 18 giugno - Ferdinand David, violinista e compositore tedesco († 1873)
- 20 giugno - Từ Dụ, imperatrice vietnamita († 1901)
- 20 giugno - Luigi Zuppetta, giurista e politico italiano († 1889)
- 21 giugno - Luigi Ferrari, scultore italiano († 1894)
- 22 giugno - Ludwig Türck, neurologo austriaco († 1868)
- 23 giugno - Vincenzo Capriolo, politico italiano († 1872)
- 23 giugno - Fanny Elssler, danzatrice austriaca († 1884)
- 25 giugno - Joseph-Marie Callery, missionario e orientalista italiano († 1862)
- 30 giugno - Luigi Castelli, generale italiano († 1885)
- 30 giugno - Stanko Vraz, poeta e scrittore sloveno († 1851)

## Luglio(20)
- 2 luglio - Robert Toombs, politico e generale statunitense († 1885)
- 3 luglio - Rafael María Baralt y Montúfar, poeta, storico e filologo venezuelano († 1860)
- 4 luglio - Léon Alvarado, politico honduregno († 1870)
- 4 luglio - Giuseppe Antonacci, politico italiano († 1877)
- 5 luglio - Phineas Taylor Barnum, imprenditore e circense statunitense († 1891)
- 6 luglio - Guglielmo di Urach, duca († 1869)
- 6 luglio - Giuseppe Vacca, giurista, magistrato e politico italiano († 1876)
- 8 luglio - Wilhelm Heinrich Erbkam, teologo tedesco († 1884)
- 8 luglio - François Laurent, giurista e storico belga († 1887)
- 8 luglio - Gabriel Valentin, fisiologo tedesco († 1883)
- 11 luglio - Eugène Simonis, scultore belga († 1893)
- 12 luglio - Pietro Ivaldi, pittore italiano († 1885)
- 14 luglio - Aristide Boucicaut, imprenditore francese († 1877)
- 15 luglio - Vladimir Andreevič Dolgorukov, generale russo († 1891)
- 15 luglio - Johann Löwenthal, scacchista britannico († 1876)
- 15 luglio - Dominique Peccatte, archettaio francese († 1874)
- 17 luglio - Juan Gundlach, zoologo cubano († 1896)
- 17 luglio - August Treboniu Laurian, linguista rumeno († 1881)
- 21 luglio - Henri-Victor Regnault, chimico e fisico francese († 1878)
- 30 luglio - Leonhard Graf von Blumenthal, generale tedesco († 1900)

## Agosto(34)
- 2 agosto - Luigi Ghilardi, militare italiano († 1864)
- 4 agosto - Robert Purvis, attivista statunitense († 1898)
- 5 agosto - Maurice de Guérin, poeta francese († 1839)
- 5 agosto - Scipione Volpicella, storico, scrittore e bibliotecario italiano († 1883)
- 6 agosto - Leonardo Mura, arcivescovo cattolico e teologo italiano († 1882)
- 6 agosto - Giorgio Ronconi, baritono italiano († 1890)
- 9 agosto - Gioacchino Bimboni, compositore, trombonista e trombettista italiano († 1895)
- 9 agosto - Luigi Pianciani, patriota e politico italiano († 1890)
- 10 agosto - Lorenzo Batlle, politico uruguaiano († 1887)
- 10 agosto - Leopoldo Cannavina, politico italiano († 1877)
- 10 agosto - Camillo Benso, conte di Cavour, politico, patriota e imprenditore italiano († 1861)
- 11 agosto - Alfred von Henikstein, generale austriaco († 1882)
- 11 agosto - Karl Mayet, scacchista tedesco († 1868)
- 12 agosto - Augusto Bertaldi, generale italiano († 1887)
- 13 agosto - Antonio Salvagnoli Marchetti, medico e politico italiano († 1878)
- 14 agosto - Matteo Liberatore, gesuita, teologo e filosofo italiano († 1892)
- 14 agosto - Samuel Sebastian Wesley, organista e compositore inglese († 1876)
- 17 agosto - Luigi Beretta, militare italiano († 1859)
- 18 agosto - Jules Perrot, ballerino e coreografo francese († 1892)
- 21 agosto - François Stanislas Crespin, generale francese († 1877)
- 23 agosto - Filippo Maria Mignanti, abate, storico e religioso italiano († 1867)
- 23 agosto - Agostino Plutino, politico italiano († 1885)
- 23 agosto - Clemente de Caesaris, patriota e poeta italiano († 1877)
- 24 agosto - Theodore Parker, pastore protestante e predicatore statunitense († 1860)
- 25 agosto - Carlo Demaria, politico italiano († 1885)
- 27 agosto - Carl Ludwig Sigmund, medico austriaco († 1883)
- 28 agosto - Jaime Balmes, filosofo e presbitero spagnolo († 1848)
- 28 agosto - Carl August Haupt, organista, compositore e insegnante tedesco († 1891)
- 28 agosto - Constant Troyon, pittore francese († 1865)
- 29 agosto - Juan Bautista Alberdi, politico, diplomatico e scrittore argentino († 1884)
- 29 agosto - Victor Delefortrie, architetto francese († 1889)
- 29 agosto - Girolamo Sagarriga Visconti-Volpi, politico italiano († 1875)
- 30 agosto - Emmanuel d'Alzon, presbitero francese († 1880)
- 31 agosto - Jean-Pierre Cros-Mayrevieille, archeologo e storico francese († 1876)

## Settembre(31)
- 3 settembre - Ferdinando Filippo d'Orléans, generale francese († 1842)
- 6 settembre - Ercole Oldofredi Tadini, politico italiano († 1877)
- 7 settembre - Leone Carpi, economista, politico e giornalista italiano († 1898)
- 7 settembre - Hermann Heinrich Gossen, economista tedesco († 1858)
- 8 settembre - Jean Folly, avvocato, giudice e politico svizzero († 1854)
- 8 settembre - Karl Nikolas Fraas, agronomo e botanico tedesco († 1875)
- 11 settembre - Napoléon Alexandre Berthier, politico francese († 1887)
- 12 settembre - Ernest Courtot de Cissey, politico e generale francese († 1882)
- 14 settembre - Innocenzo Ferrieri, cardinale italiano († 1887)
- 14 settembre - Carlo Montanari, patriota italiano († 1853)
- 15 settembre - Louise Colet, poetessa francese († 1876)
- 15 settembre - Andrea Ranzi, chirurgo italiano († 1859)
- 16 settembre - Sidney Herbert, I barone di Lea, nobile inglese († 1861)
- 16 settembre - Édouard Verreaux, naturalista francese († 1868)
- 17 settembre - Matteo Muratori, politico italiano († 1893)
- 17 settembre - Alphonso Wood, botanico statunitense († 1881)
- 18 settembre - Jean-Marie Bonnassieux, scultore francese († 1892)
- 18 settembre - Giovanni Colonna Romano Filingeri, politico e prefetto italiano († 1869)
- 19 settembre - Giuseppe Boschi, prefetto e politico italiano († 1891)
- 22 settembre - Paul Barroilhet, baritono francese († 1871)
- 22 settembre - Benedetto Orazio Paternò Castello, patriota e politico italiano († 1885)
- 23 settembre - Napoleone Salaghi, medico italiano († 1884)
- 23 settembre - Élisa Schlésinger, nobildonna francese († 1888)
- 25 settembre - Peder Sather, banchiere e filantropo statunitense († 1886)
- 27 settembre - Francesco Arquati, patriota italiano († 1867)
- 27 settembre - Michael O'Connor, vescovo cattolico, missionario e gesuita irlandese († 1872)
- 27 settembre - Camillo Tarquini, cardinale, etruscologo e giurista italiano († 1874)
- 28 settembre - Giuseppe Berardi, cardinale italiano († 1878)
- 28 settembre - Antonio Brighenti, pittore italiano († 1893)
- 29 settembre - Elizabeth Gaskell, scrittrice britannica († 1865)
- 30 settembre - Vincenzo Abati, patriota e avvocato italiano († 1892)

## Ottobre(30)
- 3 ottobre - Agata Sofia Sassernò, poetessa francese († 1860)
- 3 ottobre - Ambrogio Trezzi, politico italiano († 1892)
- 4 ottobre - Eliza Johnson, first lady statunitense († 1876)
- 4 ottobre - Félix Pyat, politico, drammaturgo e giornalista francese († 1889)
- 5 ottobre - Carlo Mayr, avvocato e politico italiano († 1882)
- 6 ottobre - Eugène Buret, filosofo, economista e sociologo francese († 1842)
- 6 ottobre - Federico Schiavoni, geodeta italiano († 1894)
- 7 ottobre - Henry Alford, teologo inglese († 1871)
- 7 ottobre - Ferdinando Cavalli, politico italiano († 1888)
- 7 ottobre - Victor Travot, militare, politico e nobile francese († 1882)
- 8 ottobre - James Wilson Marshall, statunitense († 1885)
- 8 ottobre - Zaharij Zograf, pittore bulgaro († 1853)
- 10 ottobre - Raffaele Rubattino, imprenditore e armatore italiano († 1881)
- 10 ottobre - Franz Hermann Troschel, zoologo tedesco († 1882)
- 12 ottobre - Alexander Bain, inventore e ingegnere scozzese († 1877)
- 12 ottobre - Nísia Floresta Brasileira Augusta, educatrice e poetessa brasiliana († 1885)
- 12 ottobre - Uno Cygnaeus, pedagogista e pastore protestante finlandese († 1888)
- 15 ottobre - Giovanni Gozzadini, storico, archeologo e politico italiano († 1887)
- 16 ottobre - Carl Wahlbom, pittore svedese († 1858)
- 17 ottobre - Adolphe-Félix Cals, pittore e incisore francese († 1880)
- 17 ottobre - Giovanni Matteo De Candia, tenore e patriota italiano († 1883)
- 18 ottobre - Christian Peter Wilhelm Stolle, pittore tedesco († 1887)
- 19 ottobre - Cassius Marcellus Clay, politico, diplomatico e militare statunitense († 1903)
- 19 ottobre - Jules Malou, politico belga († 1886)
- 21 ottobre - Gijsbertus Craeyvanger, pittore olandese († 1895)
- 22 ottobre - Nicola Ivanoff, tenore italiano († 1880)
- 25 ottobre - Carl Kaim von Kaimthal, generale austriaco († 1880)
- 26 ottobre - Emilie Bieber, fotografa tedesca († 1884)
- 28 ottobre - Giacomo Guarinelli, architetto italiano († 1880)
- 31 ottobre - Charles Triébert, oboista francese († 1867)

## Novembre(26)
- 1º novembre - Johann Friedrich Ahlfeld, teologo tedesco († 1884)
- 2 novembre - Hans Peter Christian Møller, zoologo e politico danese († 1845)
- 3 novembre - Pier Francesco Meglia, cardinale e arcivescovo cattolico italiano († 1883)
- 3 novembre - Israel Salanter, teologo e rabbino lituano († 1883)
- 4 novembre - Antonio Gallenga, giornalista, scrittore e patriota italiano († 1895)
- 5 novembre - Alphonso Taft, politico statunitense († 1891)
- 7 novembre - Ferenc Erkel, compositore, pianista e direttore d'orchestra ungherese († 1893)
- 7 novembre - Fritz Reuter, scrittore tedesco († 1874)
- 8 novembre - Pierre Joseph François Bosquet, generale francese († 1861)
- 8 novembre - Amélie Guillot-Saguez, pittrice e fotografa francese († 1864)
- 9 novembre - Friedrich Heinrich Bidder, fisiologo e anatomista tedesco († 1894)
- 9 novembre - Bernhard von Langenbeck, chirurgo tedesco († 1887)
- 10 novembre - Pietro Rosa, politico, archeologo e topografo italiano († 1891)
- 13 novembre - William Avery Rockefeller, imprenditore statunitense († 1906)
- 14 novembre - Hector-Martin Lefuel, architetto francese († 1880)
- 16 novembre - Karel Hynek Mácha, scrittore ceco († 1836)
- 16 novembre - Pasquale de Virgiliis, poeta, patriota e politico italiano († 1876)
- 18 novembre - Asa Gray, botanico statunitense († 1888)
- 18 novembre - Andrés Pico, politico e militare messicano († 1876)
- 21 novembre - Matteo Pescatore, giurista, magistrato e politico italiano († 1879)
- 22 novembre - François Carquet, avvocato e politico francese († 1891)
- 23 novembre - Lorenzo Valerio, politico italiano († 1865)
- 25 novembre - Nikolaj Ivanovič Pirogov, medico, scienziato e pedagogo russo († 1881)
- 26 novembre - William George Armstrong, ingegnere, inventore e imprenditore britannico († 1900)
- 28 novembre - William Froude, ingegnere britannico († 1879)
- 30 novembre - Oliver Winchester, imprenditore e politico statunitense († 1880)

## Dicembre(29)
- 5 dicembre - Ignazio Cantù, saggista italiano († 1877)
- 5 dicembre - Sisto Riario Sforza, cardinale e arcivescovo cattolico italiano († 1877)
- 6 dicembre - Victor-Auguste-Isidore Dechamps, cardinale, arcivescovo cattolico e giornalista belga († 1883)
- 6 dicembre - Robert Napier, I barone Napier di Magdala, militare inglese († 1890)
- 7 dicembre - Francesco Ferrara, economista e politico italiano († 1900)
- 7 dicembre - Theodor Schwann, biologo tedesco († 1882)
- 8 dicembre - Tun Ibrahim di Johor, sovrano malese († 1862)
- 9 dicembre - Augusto di Beauharnais, principe († 1835)
- 10 dicembre - Abraham K. Allison, politico statunitense († 1893)
- 10 dicembre - Pietro Cipriani, politico e medico italiano († 1887)
- 11 dicembre - Alfred de Musset, poeta, scrittore e drammaturgo francese († 1857)
- 15 dicembre - Ludwig Dessoir, attore teatrale tedesco († 1874)
- 15 dicembre - Peter Andreas Munch, storico norvegese († 1863)
- 15 dicembre - Bernardino Pes di Villamarina del Campo, generale italiano († 1891)
- 16 dicembre - Guillaume Douarre, missionario e vescovo cattolico francese († 1853)
- 16 dicembre - Eugène Grangé, drammaturgo e cantautore francese († 1887)
- 17 dicembre - Francisco Serrano, militare e politico spagnolo († 1885)
- 19 dicembre - Nicolò Di Carlo, latinista italiano († 1873)
- 21 dicembre - Guglielmo Scammacca Della Bruca, imprenditore e politico italiano († 1886)
- 22 dicembre - Rudolf Benz, giudice e politico svizzero († 1872)
- 23 dicembre - Edward Blyth, biologo, zoologo e ornitologo britannico († 1873)
- 23 dicembre - Karl Richard Lepsius, egittologo, geologo e archeologo tedesco († 1884)
- 24 dicembre - Wilhelm Marstrand, scultore danese († 1873)
- 25 dicembre - Lorenzo Lorraine Langstroth, pastore protestante e inventore statunitense († 1895)
- 25 dicembre - Francis de Laporte de Castelnau, naturalista, entomologo e esploratore francese († 1880)
- 26 dicembre - Noël Raoult, generale francese († 1870)
- 29 dicembre - Ferdinando Augusto Pinelli, generale, storico e politico italiano († 1865)
- 30 dicembre - Archibald Seymour, XIII duca di Somerset, nobile britannico († 1891)
- 30 dicembre - Atto Vannucci, storico, patriota e presbitero italiano († 1883)

## Senza giorno specificato(55)
- Louise Rosalie Allan-Despréaux, attrice teatrale francese († 1856)
- Andrea Aradas, zoologo e anatomista italiano († 1882)
- Cesare Badiali, baritono italiano († 1865)
- Rosario Bagnasco, patriota, politico e scultore italiano († 1879)
- Luigi Baino, politico italiano († 1873)
- Paolo Baruchelli, avvocato, patriota e politico italiano († 1872)
- Antoine Brun-Rollet, esploratore francese († 1857)
- Nhá Chica, religiosa brasiliana († 1895)
- Avgust Karlovič Civol'ka, navigatore e esploratore russo († 1839)
- Giuseppe Croff, scultore italiano († 1869)
- Ippolito D'Aste, scrittore e drammaturgo italiano († 1866)
- Gaetano Davia, scultore, restauratore e decoratore italiano († 1891)
- Benjamin Day, editore statunitense († 1889)
- Alfred Driou, scrittore e religioso francese († 1880)
- Louis Fraser, zoologo britannico († 1866)
- Charles Frodsham, orologiaio britannico († 1871)
- Louis Gallait, pittore belga († 1887)
- Abraham Geiger, rabbino tedesco († 1874)
- Giovannina Lucca, editrice italiana († 1894)
- Nicolae Golescu, politico rumeno († 1870)
- Henry Hare Dugmore, missionario, scrittore e traduttore inglese († 1896)
- Johann Peter Hasenclever, pittore tedesco († 1853)
- Carl Heinrich Hopffer, entomologo tedesco († 1876)
- Attilio Incontri, politico italiano († 1873)
- Kunisada Chūji, mafioso giapponese († 1851)
- Christen Købke, pittore danese († 1848)
- Luigi Lojacono, pittore italiano († 1880)
- Isidore Löwenstern, archeologo, numismatico e viaggiatore austriaco
- Antonio Mantelli, politico italiano († 1856)
- Giuseppe Meini, filologo italiano († 1889)
- Fratelli Miladinov, poeta macedone († 1862)
- Michele Morardet, politico italiano († 1868)
- Attilio Mori, patriota italiano († 1864)
- Muhammad IV del Marocco, sultano marocchino († 1873)
- John O'Connell, politico irlandese († 1858)
- Carlo Ortelli Dotti, italiano († 1876)
- Francesco Piazza, politico italiano († 1879)
- Piccolo Corvo, politico nativo americano († 1863)
- Thomas Peckett Prest, scrittore, giornalista e musicista britannico († 1859)
- Gian Domenico Protasi, politico italiano († 1873)
- Harriet Forten Purvis, attivista statunitense († 1875)
- Luigi Righi, scultore italiano († 1885)
- Carlo Rubatto, scultore italiano († 1891)
- Valentino Solmi, pittore e scenografo italiano († 1866)
- Howard Staunton, scacchista inglese († 1874)
- Stella del Mattino, nativo americano († 1883)
- Cristoforo Tomati, politico italiano († 1878)
- Anselmo Tommasi, patriota e politico italiano († 1891)
- Nicolas Desvaux, generale francese († 1884)
- Carolina Uccelli, compositrice italiana († 1858)
- Joseph Vanini, generale francese († 1866)
- George Robert Waterhouse, naturalista inglese († 1888)
- Francesco Zambrini, italianista italiano († 1887)
- Adrianus Jacobus Zuyderland, militare olandese († 1897)
- Eduard von Steinle, pittore tedesco († 1886)